# Mihai Țurcanu
Mihai Țurcanu (ur. 2 listopada 1975 w Botoszanach) – rumuński polityk i weterynarz, deputowany do Parlamentu Europejskiego VIII kadencji.

## Życiorys
Z wykształcenia lekarz weterynarii, ukończył studia na Uniwersytecie Nauk Rolniczych i Medycyny Weterynaryjnej w Jassach. Pracował w inspekcji zajmującej się bezpieczeństwem żywności. Wstąpił do Partii Narodowo-Liberalnej, obejmując funkcję sekretarza w jednym z regionów.
W wyborach europejskich w maju 2014 z ramienia PNL kandydował do PE VIII kadencji. Mandat europosła objął w marcu 2015 w miejsce Eduarda Hellviga. Dołączył do grupy Europejskiej Partii Ludowej (Chrześcijańscy Demokraci).